# Distrikt La Unión (Tarma)
Der Distrikt La Unión liegt in der Provinz Tarma in der Region Junín in Zentral-Peru. Der Distrikt wurde am 30. April 1936 gegründet. Er besitzt eine Fläche von 152 km². Beim Zensus 2017 wurden 3673 Einwohner gezählt. Im Jahr 1993 lag die Einwohnerzahl bei 5041, im Jahr 2007 bei 3839. Sitz der Distriktverwaltung ist die 3520 m hoch gelegene Kleinstadt Leticia mit 2097 Einwohnern (Stand 2017). Leticia befindet sich knapp 9 km westnordwestlich der Provinzhauptstadt Tarma. Westlich von Leticia bei Condorcocha befindet sich eine Zementfabrik.

## Geographische Lage
Der Distrikt La Unión liegt am Westrand der peruanischen Zentralkordillere westzentral in der Provinz Tarma.
Der Distrikt La Unión grenzt im Westen an den Distrikt Paccha (Provinz Yauli), im Norden an die Distrikte Junín (Provinz Junín), San Pedro de Cajas und Palcamayo, im äußersten Nordosten an den Distrikt Acobamba sowie im Süden an den Distrikt Tarma.

## Ortschaften
Im Distrikt gibt es neben dem Hauptort folgende größere Ortschaften:
- Condorcocha (916 Einwohner)